# Вуэльта Кастилии и Леона 2024
38-й выпуск  Вуэльты Кастилии и Леона — шоссейной однодневной велогонки по дорогам Испании. Гонка прошла 23 июля 2024 года в рамках Европейского тура UCI 2024 (категория 1.1). Победу одержал австралийский велогонщик Калеб Юэн.

## Участники
В туре приняли участие 17 команд: 5 команд категории UCI WorldTeam, 8 UCI ProTeam и 4 UCI Continental Team команд.
| UCI WorldTeams (5)- UAE Team Emirates - Movistar Team - Astana Qazaqstan Team - Team Jayco AlUla - Cofidis UCI ProTeams (8)- Lotto Dstny - Caja Rural-Seguros RGA - Burgos-BH - Euskaltel-Euskadi - Equipo Kern Pharma - Polti Kometa - Q36.5 Pro Cycling Team - TotalEnergies UCI Continental Teams (4)- Arkéa-B&B Hôtels Continentale - Illes Balears Arabay Cycling - Colombia Potencia de la Vida-Strongman - Victoria Sports Pro Cycling Team |
| |

## Маршрут
Многодневная ранее гонка в 2024 году изменила формат на однодневный, в ходе которой пройдено 199,7 километра по трассе, разработанной Велосипедным клубом Cadalsa. Маршрут начался из Вальядолиде, рядом с площадью Соррилья, и закончился на вальисолетанском курорте Ла Систернига после преодоления пяти высот третьей категории: Дубладильо (15,4 километра), Ла-Гарганта (81,5 километра), Портильо (88,1 километра), Ла-Армедилья (145 километра) и Оливарес (155,8 километра).

## Ход гонки
Первоначально в отрыв ушли семь гонщиков, в том числе француз Клеман Альено и испанцы Унаи Куадрадо, Карлос Гарсия Нога и Эдгар Курто. Позже отрыв превратился в четвёрку, которая распалась, пока не остался в одиночестве мадридец дель Керн Фарма, который в конечном итоге был нейтрализован за 15 километров до финиша под напором пелотона, возглавляемого гонщиками из Астаны. Калеб Юэн уверенно лидировал в спринте на финише в Систерниге, опередив итальянца Давиде Чимолая (Movistar) и бельгийца Йенте Бирманса (Arkéa-B&B Hotels), занявших второе и третье места на подиуме.

## Результаты
| \| Генеральная классификация \| Генеральная классификация \| Генеральная классификация \| Генеральная классификация \| Генеральная классификация \| \| Гонщик \| Гонщик \| Команда \| Время \| \| \| ------------------------- \| ------------------------- \| ------------------------- \| ------------------------- \| ------------------------- \| \| 1-й \| Калеб Юэн \| Team Jayco AlUla \| 4ч 33' 55 \| \| \| 2-й \| Давиде Чимолай \| Movistar Team \| + 0 \| \| \| 3-й \| Йенте Бирманс \| Arkéa-B&B Hotels \| + 0 \| \| |                |                  |           |
| |                |                  |           |
| Источник: ProCyclingStats |                |                  |           |
| Генеральная классификация |                |                  |           |
| Гонщик | Гонщик         | Команда          | Время     |
| 1-й | Калеб Юэн      | Team Jayco AlUla | 4ч 33' 55 |
| 2-й | Давиде Чимолай | Movistar Team    | + 0       |
| 3-й | Йенте Бирманс  | Arkéa-B&B Hotels | + 0       |